# Římskokatolická farnost Křenovice u Slavkova
Římskokatolická farnost Křenovice u Slavkova je územní společenství římských katolíků s farním kostelem svatého Vavřince ve slavkovském děkanství. Do farnosti patří obce Křenovice a Hrušky.

## Historie farnosti
V roce 1623 byla původní křenovická farnost nově přifařena ke Slavkovu. Na začátku 20. století šli křenovičtí občané žádat o pomoc s obnovou své farnosti do premonstrátského kláštera v Praze na Strahově. V roce 1908 došlo k osamostatnění a povýšení Křenovic na farnost, která existuje dodnes. Obnovená farnost byla zásluhou opata Methoda Zavorala, O.Praem. inkorporována ke Královské kanonii premonstrátů v Praze na Strahově.
V obci Hrušky ve farnosti Křenovice posvětil 16. července 2006 brněnský biskup Vojtěch Cikrle novostavbu kaple Panny Marie Sněžné.

## Duchovní správci
Prvním farářem obnovené farnosti se stal Petr Adolf Teplý, řeholní kanovník strahovský. Od roku 1908 se ve farnosti vystřídalo 13 duchovních správců. Nejdelší dobu, 39 roků, zde působil František Antonín Rýzner, O.Praem. Od roku 1999 byl farářem P. Kamil Václav Sovadina, OPraem. K 1. srpnu 2020 byl administrátorem excurrendo ustanoven R. D. Jiří Plhoň, toho 1. srpna 2025 nahradil R. D. Tomáš Marada.

## Bohoslužby
| Kostel            | Místo     | Bohoslužba (den)    | Hodina                              | Poznámka     |
| ----------------- | --------- | ------------------- | ----------------------------------- | ------------ |
| svatého Vavřince  | Křenovice | neděle středa pátek | 7.30,9.30 18.00 (zima)/19.00 (léto) | Farní kostel |
| kaple Panny Marie | Hrušky    | sobota              | 7.30                                | kaple        |

## Aktivity ve farnosti
Den vzájemných modliteb farností za bohoslovce a bohoslovců za farnosti brněnské diecéze i Adorační den připadá na 27. ledna.
Během roku se v kostele pořádají koncerty s duchovní tematikou. Na faře probíhá v průběhu školního roku náboženství pro děti, přípravy na svátosti křtu, manželství či biřmování. Ve farnosti pracuje farní a ekonomická rada. V roce 2012 se prvním rokem farnost přidala k pořádání Noci kostelů.

U příležitosti oslav 720. výročí první zmínky o obci Hrušky 17. května 2014 byly posvěceny nové tři zvony a po mši svaté zavěšeny do věže kaple. 
Ve farnosti se pravidelně pořádá tříkrálová sbírka. V roce 2016 se při sbírce vybralo v Křenovicích 56 638 korun a v Hruškách 33 498 korun. 

## Primice ve farnosti
Ve farnosti slavili primice tito novokněží:
- Dne 4. srpna 1946 Hugo Josef Vozdecký, novoříšský premonstrát
- Dne 22. června 2014 salesiánský novokněz P. Ladislav Banďouch, SDB [7]